# 錫斯內斯河

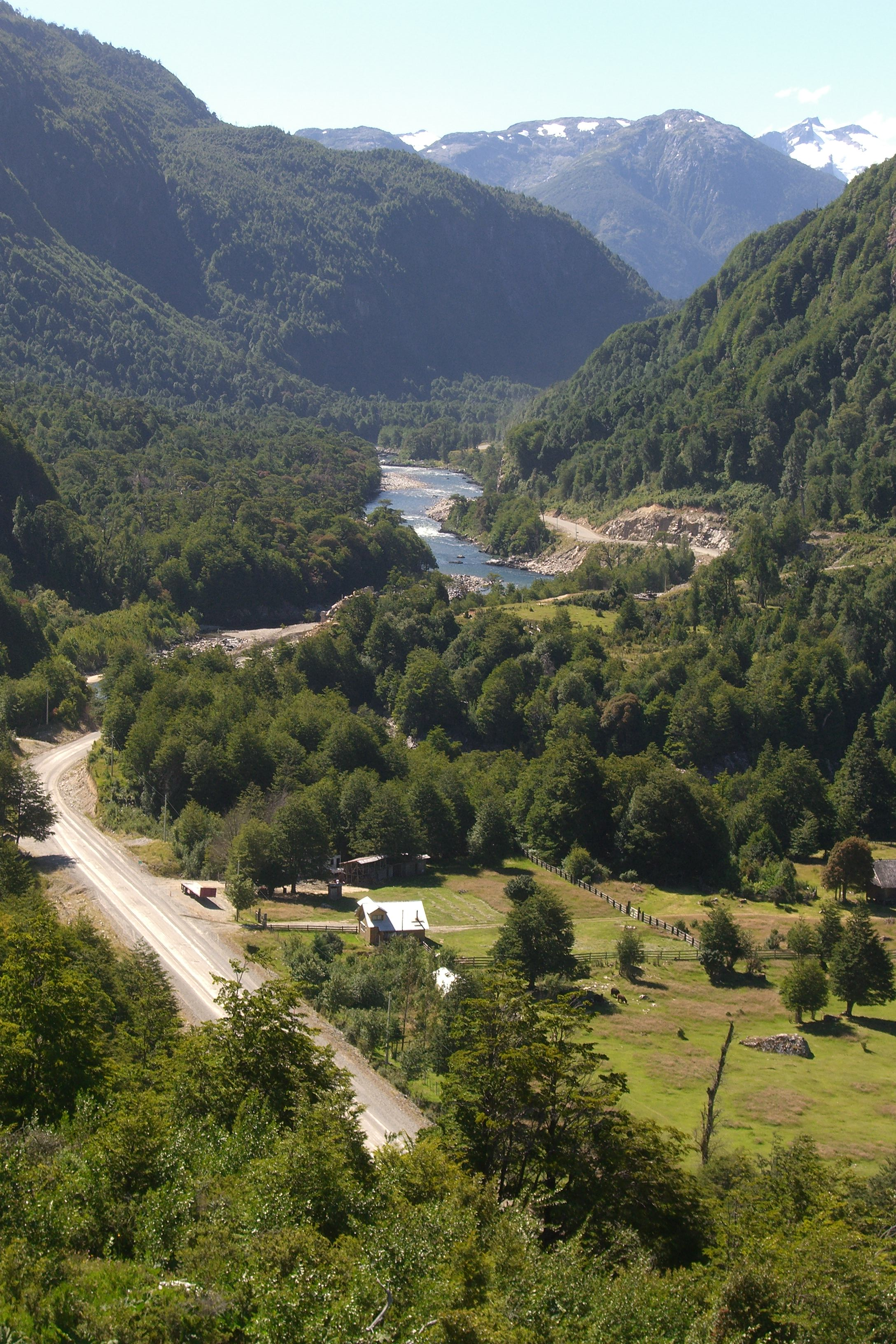
錫斯內斯河

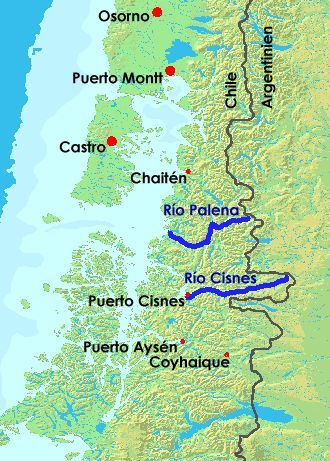
錫斯內斯河位置

錫斯內斯河（西班牙語：Río Cisnes）是智利的河流，位於該國南部，由伊瓦涅斯將軍艾森大區負責管轄，河道全長160公里，集水區面積5,464平方公里，最終注入太平洋，平均流量每秒700立方米。
44°44′52″S 72°42′20″W / 44.747709°S 72.70546°W